# Kuroshitsuji
Kuroshitsuji (黒執事, lit. Majordom negre) és un manga japonès d'acció i fantasia fosca escrit i il·lustrat per Yana Toboso. Des del seu debut, ocorregut el 16 de setembre de 2006, ha estat publicat per l'editorial Square Enix en la seva revista de gènere shōnen, Monthly GFantasy.
La sèrie segueix al comte Ciel Phantomhive, de sol tretze anys, el líder de la família noble Phantomhive i l'encarregat de resoldre els crims que assoten a Londres. El seu majordom, Sebastian Michaelis, és en realitat un dimoni obligat a servir-ho per un contracte sobrenatural que tots dos van realitzar. A canvi, Sebastian obtindrà l'ànima de Ciel quan aquest conclogui la seva venjança cap a les persones que van assassinar i van tacar l'honor de la seva família. Ha estat serializado als Estats Units per Ien Press, sent publicat el primer volum a l'agost de 2009. Ha estat sent publicat a Espanya per Norma Editorial sota el nom de Alas Negras.
Al juliol de 2008, es va anunciar l'estrena d'una adaptació a sèrie anime dirigida per Shinohara Toshiya i produït per a-1 Pictures. L' anime va començar a transmetre's el 2 d'octubre de 2008 i va finalitzar el 27 de març de 2009 amb un total de 24 episodis. El 14 de juny de 2009, es va anunciar que l'anime tindria una segona temporada, Kuroshitsuji II, la qual va iniciar el 2 de juliol de 2010 i va finalitzar el 17 de setembre d'aquest mateix any, amb dotze episodis i sis OVAs. La sèrie contínua amb la trama de la primera temporada i introdueix a dos nous personatges principals; Alois Trancy i Claude Faustus. L'estrena de la seva tercera temporada, Kuroshitsuji: Book of Circus, va ser anunciat el 10 de juliol de 2014. Book of Circus continua amb la història original, seguint des de l'episodi quinze de la primera temporada, on es va deixar de seguir la història oficial. Book of Circus va ser estrenada el 10 de juliol de 2014 i va acabar el 12 de setembre d'aquest mateix any.Un OVA teatral de dues parts titulat Kuroshitsuji: Book of Murder va ser estrenat el 25 d'octubre i el 15 de novembre de 2014, respectivament.Una pel·lícula animada, Black Butler: Book of the Atlantic, va ser estrenada el 21 de gener de 2017.

## Argument
La història se centra en una casa senyorial als afores de Londres, en l'època victoriana, on el personatge principal és el comte Ciel Phantomhive, un nen de dotze anys (tretze, posteriorment), qui es dedica a resoldre els misteris que assolen Anglaterra sota les ordres de la reina Victoria, juntament amb el seu majordom, Sebastian Michaelis.
La relació que els uneix a tots dos no és simplement d'amo i majordom; Sebastian, és un dimoni que està unit a Ciel a través d'un contracte, a causa del cual haurà de servir-ho fins que aquest conclogui la seva venjança cap a les persones que van assassinar i van tacar l'honor de la seva família. Una vegada que el contracte es compleixi, Sebastian prendrà possessió de l'ànima de Ciel. Al llarg de la història, Ciel i Sebastian resoldran nombrosos misteris i crims, mentre s'enfronten a la possibilitat de sortir involucrats en el procés. Aconseguirà Ciel descobrir als culpables de la mort dels seus pares? De quines coses s'assabentarà que donaran un gir dràstic en la seva vida?

## Personatges

### Principals
Ciel Phantomhive (シエル・ファントムハイヴ, Shieru Fantomuhaibu)
Veu per: Maaya Sakamoto
És el protagonista principal de la història. És un nen de dotze anys (tretze, en el transcurs de la història), cap de la família Phantomhive i servidor de la reina Victoria. Posseeix un contracte amb un dimoni que es fa passar pel seu majordom, Sebastian Michaelis. El contracte que manté amb el seu majordom li permet que aquest segueixi les seves ordres al peu de la lletra. Ciel, amb la sempre oportuna ajuda de Sebastian, resol casos en nom de la Reina. És l'únic herereu de la família Phantomhive després de la mort dels seus pares en un incendi. També té el control de la Companyia Phantomhive, dedicada a diversos negocis, tals com a joguines, pastisseria, construcció, etc. El seu objectiu principal és venjar-se de les persones que li van fer mal en el passat. Per dur a terme els seus propòsit ha de pagar un preu a canvi dels serveis de Sebastian: la seva ànima. El pegat que porta en l'ull dret serveix per ocultar el símbol del contracte que va pactar amb el seu majordom. El seu passat és fosc i ple de tristesa, i rares vegades somriu.
Sebastian Michaelis (セバスチャン・ミカエリス, Sebasuchan Mikaerisu)
Veu per: Daisuke Ono
És un dels protagonistes de la història, l'extravagant i refinat majordom de la família Phantomhive. En ser un dimoni posseeix habilitats sobrehumanes, tal com s'esmenta en els primers capítols de la història, encara que com a majordom, el seu haver de servir i seguir amb lleialtat a Ciel a causa del contracte que va fer amb aquest. Acompanya a Ciel en els casos que la Reina li encarrega i està disposat a fer tot el possible per obeir-les. Sebastian porta a la seva mà esquerra el símbol del contracte -aquest símbol és idèntic al que Ciel porta en el seu ull dret-. El seu llenguatge verbal és molt sofisticat, i ho usa per descriure el seu servei com a majordom de la Casa Phantomhive. Té una gran afició pels gats. Segons ell, malgrat haver viscut tant temps, encara no pot aprendre a llegir els seus sentiments. Els considera "esponjosos" i destaca que "no es queixen de coses sense importància".

## Llançament

### Manga
Escrit i il·lustrat per Yana Toboso, Kuroshitsuji ha estat serializado en la revista de manga Shōnen Gekkan GFantasy des del seu debut en l'edició d'octubre de 2006. Els capítols també han estat publicats en volums recopilatoris per Square Enix. El primer volum va ser llançat el 27 de febrer de 2007, i fins avui s'han llançat un total de vint-i-tres volums.Ien Press va llicenciar el manga per a la seva publicació en anglès i ho serializó en l'edició d'agost de 2009 de la seva revista Ien Plus, seguint el primer aniversari de la mateixa.Ien Press va publicar el primer volum el gener de 2010,mentre que el segon volum va ser llançat en maig de 2010. L'editora francesa Kana, va llicenciar el manga sota el nom de Black Butler. L'editorial va publicar el primer volum al novembre de 2009. Carlsen Comics ha llicenciat el manga a Alemanya utilitzat el mateix títol de les versions francesa i anglesa. Kuroshitsuji també han estat publicat a Itàlia per Panini Comics.A Polònia, la editorial Waneko publica el manga sota el seu nom original amb el subtítol Mroczny kamerdyner, des de febrer de 2013. Waneko ha publicat un total de nou volums. El manga ha estat publicat a Finlàndia sota el seu nom japonès original per Punainen jättiläinen des de juliol de 2012. A Espanya, ha estat publicat per Norma Editorial des de novembre de 2011 sota el títol de Black Butler.

### CD drama
El 10 d'agost de 2007, un CD drama basat en el manga va ser llançat per Frontier Works. El CD drama inclou a molts dels personatges que apareixen en el primer i segon volum. Un segon CD drama va ser llançat el 26 de novembre de 2008 sota etiqueta de Aniplex.

### Anime
Al juliol de 2008, es va anunciar la creació d'una adaptació a sèrie de l'anime de Kuroshitsuji, dirigida per Toshiya Shinohara i produïda per a-1 Pictures. L'anime va estrenar a l'octubre de 2008 i es va emetre en MBS, així com en TBS. L'1 de gener de 2009, Aniplex va llançar un DVD d'edició limitada amb el primer episodi. Els propers tres episodis van ser llançats en un altre DVD el 25 de febrer de 2009. En un esdeveniment realitzat el 14 de juny de 2009, es va anunciar que l'anime tindria una segona temporada. L'actor de veu japonès, Jun'ichi Suwabe, va confirmar la notícia en el seu blog oficial aquest mateix dia. La segona temporada, Kuroshitsuji II, es va estrenar al juliol i introdueix dos nous personatges principals: el majordom Claude Faustus i el seu senyor, Alois Trancy, així com segueix la història Sebastian i Ciel. Tots dos personatges van ser dissenyats per Toboso.

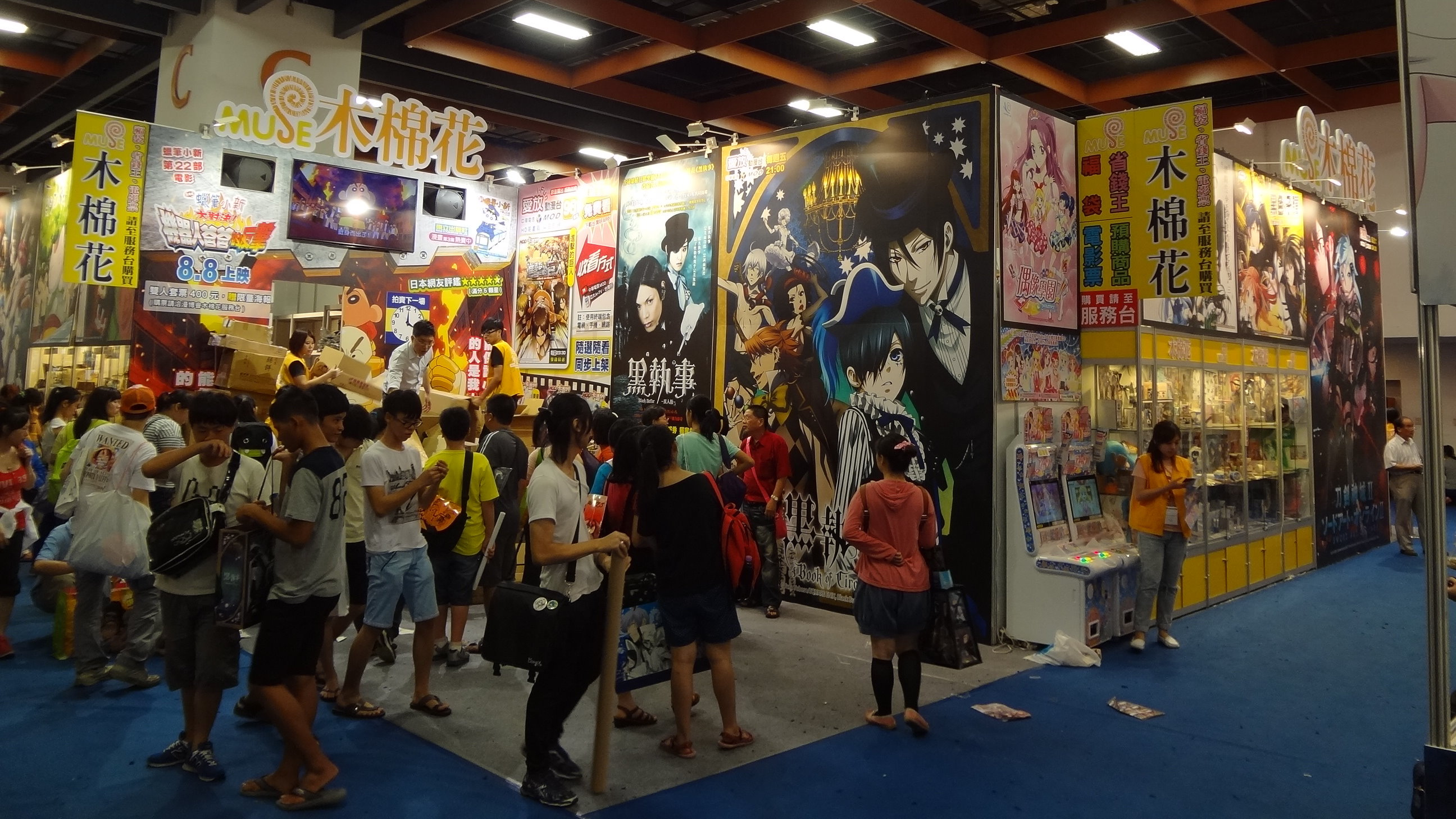
Imatge publicitària de Kuroshitsuji: Book of Circus en la Comic Exhibition de 2014.

El 29 de març de 2010, la distribuïdora nord-americana d'animació, Funimation, va anunciar que havia llicenciat la sèrie per la seva transmición als Estats Units. En l'Anime Expo de 2010, Funimation també va anunciar que transmetrien la sèrie de forma simultània amb la seva segona temporada, Kuroshitsuji II.Funimation va anunciar a la seva pàgina oficial de Facebook que havien llicenciat ambdues temporades completes. Funimation va llançar un blego pack en Blu-ray/DVD de la primera i segona temporada el 3 d'abril de 2012. La sèrie va fer el seu debut en la televisió nord-americana el 8 de febrer de 2011 en la televisiva Toku.
El 16 de gener de 2014, es va anunciar el llançament d'una nova temporada. A diferència de les temporades anteriors, està tercera lliurament titulat, Kuroshitsuji: Book of Circus, segueix la història original del manga, adaptant l'arc de Noah's Ark Circus. La sèrie va ser dirigida per Noriyuki Abe i produïda per a-1 Pictures, amb Hiroyuki Yoshino com a guionista, juntament amb l'assistència de Ichiro Okuchi i Yuka Miyata. El repartiment principal va ser el mateix que el de les altres dues temporades, juntament amb els nous membres del repartiment. La sèrie es va emetre des del 10 de juliol de 2014 fins al 12 de setembre de 2014. Més endavant, un OVA teatral de dues parts titulat, Kuroshitsuji: Book of Murder, també seguint la història original del manga, va ser estrenat als cinemes japonesos el 25 d'octubre i el 15 de novembre de 2014.
El 7 d'agost de 2014, Funimation va anunciar que havia llicenciat la tercera temporada de la sèrie. El 13 de febrer de 2016, Funimation va anunciar el seu corresponent llançament en Blu-ray i DVD, el qual va sortir a la venda el 19 d'abril de 2016.

### Musical
Una adaptació musical del manga, Aquest majordom, amistós (その執事、友好, Sono Shitsuji, Iūkō?), va estar vigent en el teatre Sunshine Theater de Ikebukuro des del 28 de maig de 2009 fins al 7 de juny de 2009.Iūja Matsushita va interpretar el paper de Sebastian Michaelis, mentre que Shougo Sakamoto va interpretar a Ciel Phantomhive i Uehara Takuya a Grell Sutcliff. La història, situada en el principi de la història del circ de Noah, narra la visita dels enigmaticos germans Kai i Yuki juntament amb el seu protector i tutor Kirito (personatges creats per al musical), a els qui Ciel ha de rebre per ordre de la Reina, mentre misteriosos assassinats de gent relacionada o provinent del Japó ocorren per tot Londres.
Un segon musical anomenat Kuroshitsuji el musical: La mort més bella del món, mil ànimes i el Shinigami caigut (ミュージカル『黒執事』〜ザ・モースト・ビューティフル・デス・イン・ザ・ワールド〜千の魂と堕ちた死神, Kuro Shitsuji Sen no Tamashii to Ochita Shinigami?), també basat en el mamga, es va dur a terme en el Akasaka Act Theater en Akasaka, Tòquio, Nagoya, i Osaka, entre el 3 i 23 de maig de 2010.Iūja Matsushita, Shougo Sakamoto i Uehara Takuya van reprendre els seus papers de Sebastian, Ciel i Grell, respectivament. Els altres dos personatges principals, Eric Slingby i Alan Humphries, van ser interpretats per Taisuke Saeki i Matsumoto Shinya. El musical va ser escrit per Mari Okada, dirigit per Sakurako Fukuyama, i amb música composta per Taku Iwasaki i cançons de Yukinojo Mori.
Un segon esterno de la mort més bella del món va ser anunciat al desembre de 2012, i es va dur a terme entre el 17 de maig i el 9 de juny de 2013 en el Akasaka ACT Theatre (Akasaka, Tòquio) i en el Umeda Arts Theater en Osaka. Al febrer de 2013, es va anunciar que Iūja Matsushita, Uehara Takuya i Shuhei Izumi tornarien a interpretar els seus rols com Sebastian Michaelis, Grell Sutcliff i Undertaker, respectivament. Taketo Tanaka va reemplaçar a Yukito Nishii com Ciel Phantomhive i Shinji Rachi i Masataka Nakagauchi van reemplaçar a Taisuke Saeki i Matsumoto Shinya en els papers d'Eric Slingby i Alan Humphries. Un tercer musical, Lycoris que resplandece la Tierra (地に燃えるリコリス, Chi ni Moeru Lycoris) (地に燃えるリコリス , Chi ni Moeru Lycoris?) (,), va tenir lloc al setembre de 2014. La major part de l'elenc de la mort més bella del món va reprendre els seus papers, encara que Fukuzaki Nayuta va reemplaçar a Taketo Tanaka com Ciel Phantomhive i Yuka Terasaki va substituir a Saki Matsuda com Mey-Rin. Akane Liv va ser presentada com Madam Xarxa, Yuusuke Hirose com Charles Phipps, Oota Motohiro com Charles Gray i Araki Hirofumi com Lau.Una segona estrena de Lycoris va ser programat per estrenar-se al novembre i desembre de 2015. L'obra es re-va estrenar primer en Osaka el 7 de novembre i després va tenir funcions en Miyagi, Tòquio i Fukuoka. També es va realitzar una gira a la Xina (a les ciutats de Shanghái, Pequín i Shenzhen) al desembre de 2015. L'actor Iūta Furukawa va reemplaçar a Iūja Matsushita com Sebastian Michaelis, qui havia interpretat a Sebastian des del primer musical en 2009. Al seu torn, la majoria dels actors originals van tornar a interpretar els seus papers.
Una cambra musical va ser programat per estrenar-se entre novembre i desembre de 2016. Es va anunciar que el musical es basaria en l'Arc de Noah, seguint la història original del manga.Iūta Furukawa va repetir el seu paper com Sebastian Michaelis i Reu Uchikawa va reemplaçar a Nayuta Fukuzaki com Ciel. Miura Ryosuke va ser presentat com Joker, Tano Asami com Beast i Tamaki Yuki com Snake. Mentrestant, Shuhei Izumi, qui havia estat interpretant a Undertaker des de 2009, va reprendre el seu paper.

### Videojoc
Un videojoc per Nintendo DS, anomenat Black Butler: Phantom & Ghost ha estat desenvolupat per Square Enix i va ser llançat el 19 de març de 2009. El joc es ven en dues versions, una limitada amb un preu més alt i nombrosos extres, i una edició normal.

### Pel·lícules
El 18 de gener de 2013, es va anunciar el llançament d'un live action protagonitzat per Ayame Goriki com Shiori Genpou i Hiro Mizushima com Sebastian Michaelis. La seva producció va començar a l'abril de 2013 i va ser estrenat el 18 de gener de 2014.A diferència del mamga/anime, el live action no incorpora el personatge de Ciel i té com a protagonista a Shiori, una dona noble que es disfressa d'home per així poder dirigir l'empresa de la seva família. Shiori es cognomena Genpou, a causa que el seu pare va canviar el seu cognom de Phamtonhive per aquest.
El 10 d'octubre de 2015, es va anunciar el llançament d'una pel·lícula animada, Black Butler: Book of the Atlantic, per la qual l'elenc original de l'anime va tornar a repetir els seus papers. El 17 de febrer de 2016, es va confirmar que la pel·lícula seria una adaptació de l'arc de Luxury Liner, seguint la història original. Va ser estrenada el 21 de gener de 2017.

## Terminologia
- Dimoni: Són éssers originaris de l'Infern que normalment serveixen a un "contractista" amb la finalitat d'obtenir la seva ànima una vegada que aquest ha aconseguit el seu desig o meta. Els dimonis consumeixen ànimes humanes, presumiblement per la seva sustento, les quals semblen diferir en qualitat depenent de la persona.[45]Gairebé sempre segueixen dues estètiques; seguir les ordres dels seus amos sense importar què i obeir aquestes ordres sempre que aquestes compleixin amb les normes estipulades en els seus contractes. No posseeixen cap fe o lleialtat que els indueixi a actuar d'una altra manera, per la qual cosa aquestes normes són la raó de les accions de la majoria dels dimonis. No obstant això, temen trencar alguna estètica, per la qual cosa valoren les vides dels seus amos sobre les seves.[46]Una persona que realitza un contracte d'aquesta classe rep una marca com a signe del mateix en algun lloc del seu cos, la marca del qual és compartida amb el dimoni en qüestió. La col·locació d'aquest "segell" és extremadament dolorós,i permet al dimoni localitzar al seu amo en qualsevol lloc.[47] Els dimonis coneguts de la història són Sebastian Michaelis, Claude Faustus, Hannah Anafeloz i els trillizos Thompson, Timber, i Canterbury.

- Shinigami: Són déus de la mort, individus que tenen el deure jutjar a els qui han de morir i quan han de fer-ho, depenent de si poden aportar alguna cosa pel bé de la humanitat prou gran com per modificar el món. Tots els shinigamis han de portar una "dalla" per segar les ànimes dels vius, però solament amb un permís especial, i se sap que poden modificar-les al seu gust. En morir la persona, es desplega del seu cor una sèrie de tires en forma de fotogrames de cinema que mostren els aspectes més destacables de la persona en qüestió, que, en ser tallada per la dalla d'un shinigami, resulta en la mort de l'individu.[48] Tenen estrictament prohibit intervenir en els assumptes humans,i solen tractar d'eliminar qualsevol obstacle que s'interposi en el seu camí.[49][50] Els shinigami i els dimonis posseeixen un profund i mutu disgust per l'altre. Aquests consideren als dimonis com a éssers vulgars que contínuament irrompen en el seu estructurat deure collir ànimes, a causa de la seva tendència de devorar ànimes indiscriminadament i en grans quantitats.[51]Són similars als humans quant a força física i audició es tracta, però, i a diferència dels dimonis, necessiten dormir i menjar.[52]Se'ls pot diferenciar perquè els seus ulls són d'un cridaner color verd i groc, però utilitzen ulleres perquè pateixen de miopia extrema.[53] Els shinigami coneguts són Grell Sutcliff, William T. Spears, Ronald Knox, Undertaker, Ludger, Sascha i Othello. En el capítol número 105 del manga, s'explica que els shinigami originalment eren éssers humans que van cometre suïcidi i que com a càstig diví han de treballar intensament i observar contínuament les morts dels altres fins a rebre el perdó:

| « | "Nosotros, los Shinigami, también fuimos humanos. Los humanos que se han suicidado se convierten en shinigami como castigo. Trabajamos muy duro hasta hasta el día en el que somos perdonados, somos la audiencia que presencia las muertes de los hombres. Para nosotros, quienes se han suicidado, tener que dar testimonio de sus lamentaciones terrenales y su deseo de querer seguir viviendo día tras día, es un completo estado de deprimencia". —Sascha, capítulo 105, página 12. | » |

- Ángeles caiguts: Els àngels són éssers divins amb una gran puresa, destinats en molts casos a la protecció dels humans. Al seu torn, els àngels caiguts generalment tenen només un objectiu al cap: purificar als humans dels seus pecats, sent nominats per una gran obsessió a fer el món un lloc més "pur". Aquests éssers no semblen tenir cap problema en interfirir en assumptes d'altres races, a més de que odien als dimonis i shinigamis per igual.[55]Poden manipular el passat d'una persona modificant els registres cinematogràfics dels shinigami, no obstant això, els àngels caiguts no poden canviar el passat a causa que ni tan sols Déu pot fer-ho, tal com va explicar William T. Spears.L'únic àngel conegut en la sèrie és Ash Landers i la seva contraparte femenina, Angela Blanc.

- Contractista: És una persona que ha fet un contracte amb un dimoni, normalment per poder complir algun desig. Es caracteritzen per l'aparició d'una marca o tatuatge en forma de pentagrama en el cos (ull, boca o pit), la marca del qual permet que hi hagi una connexió entre aquestes dues entitats. També es poden fer contractes amb altres éssers com els Shinigamis o Ángeles.

## Recepció
Kuroshitsuji és un manga molt popular, havent venut més de 20 milions de còpies al voltant del món; amb 5 milions fora del Japó. Els volums individuals també han obtingut bones qualificacions en enquestes setmanals del Japó.A més dels volums, l'antologia de còmics "Rainbow Butler", va ocupar el dècim setè lloc durant la setmana del 31 de març al 6 d'abril, venent 41.083 còpies després de classificar-se com el manga número 33 la setmana anterior. La cambra i el cinquè volum van ocupar el lloc 33 i 39 en la llista de mànigues més venuts al Japó durant el 2008, venent un total de 529.210 còpies i 468.550 còpies, respectivament. El sisè volum va ocupar el dècim tercer lloc en la llista de mànigues més venut al Japó durant la primera meitat de 2009, venent 619.501 còpies. El manga en si va ser qualificat en el lloc número 10 dels mànigues més venuts al Japó durant ek 2009, venent un total de aproximandamente 1.603.197 exemplars. La sèrie és també molt popular en altres països.